# Damarastern
De damarastern (Sternula balaenarum; synoniem: Sterna balaenarum) is een zeevogel uit de familie Laridae (meeuwen) en de geslachtengroep sterns (Sternini). 

## Verspreiding en leefgebied
Deze soort broedt langs de kusten van Angola, Namibië en Zuid-Afrika.

## Status
De grootte van de populatie is in 2021 geschat op 2200-5700 volwassen vogels. Op de Rode lijst van de IUCN heeft deze soort de status niet bedreigd.